# Campeonato Carioca de Futebol Feminino Sub-17
O Campeonato Carioca Feminino Sub-17 é uma competição de futebol feminino organizada pela Federação de Futebol do Estado do Rio de Janeiro (FERJ). Desde sua criação em 2008, o torneio passou por períodos de interrupção e sofreu alterações na faixa etária de disputa.
A competição adota um formato híbrido, combinando fases de grupos e confrontos eliminatórios. No entanto, seu regulamento tem sido ajustado ao longo dos anos, refletindo as mudanças no número de equipes participantes e na disponibilidade de datas.
O Vasco da Gama é o clube com maior número de conquistas, totalizando cinco títulos. Por sua vez, o America aparece na segunda posição com dois títulos. Já Bangu, Duque de Caxias, Flamengo e Fluminense completam a lista de campeões, tendo conquistado um título cada.

## História
O campeonato foi criado em 2008, com o CEPE-Caxias (atual Duque de Caxias) sagrando-se campeão da edição inaugural. Durante sua primeira fase, a competição consolidou-se como um dos principais torneios de base do estado, tendo o Vasco da Gama como maior vencedor, com cinco títulos conquistados até 2015, ano que marcou a interrupção do campeonato.
Após um hiato, a FERJ chegou a anunciar o retorno da competição em 2018, mas o torneio não foi realizado. Em 2020, houve uma nova tentativa, desta vez reformatado para a categoria sub-16, porém, a pandemia de covid-19 forçou o cancelamento da edição. Somente em 2022 o campeonato retornou definitivamente, consagrando o Fluminense como campeão em uma final contra o rival Flamengo, decidida nos pênaltis. No ano seguinte, o Flamengo conquistou o título ao liderar a competição disputada no formato de pontos corridos. Em 2024, o America conquistou seu segundo título no campeonato.

## Campeões
Categoria sub-17
Categoria sub-16
Categoria sub-17

### Títulos por clube
| Pos  | Clube            | Título | Vice | Terceiro lugar | Quarto lugar |
| ---- | ---------------- | ------ | ---- | -------------- | ------------ |
| 1.º  | Vasco da Gama    | 5      | 2    | 1              | 1            |
| 2.º  | America          | 2      | 1    | 1              | —            |
| 3.º  | Duque de Caxias  | 1      | 1    | 2              | —            |
| 4.º  | Bangu            | 1      | 1    | 1              | 1            |
| 5.º  | Flamengo         | 1      | 1    | —              | —            |
| 6.º  | Fluminense       | 1      | —    | —              | —            |
| 7.º  | Botafogo         | —      | 2    | —              | —            |
| 8.º  | Barcelona-RJ     | —      | 1    | —              | —            |
| 8.º  | Campo Grande     | —      | 1    | —              | —            |
| 8.º  | Vassouras        | —      | 1    | —              | —            |
| 11.º | Karanba          | —      | —    | 2              | 1            |
| 12.º | Liga Cabofriense | —      | —    | 1              | 1            |
| 13.º | Duquecaxiense    | —      | —    | 1              | —            |
| 13.º | Niteroiense      | —      | —    | 1              | —            |
| 13.º | Tigres do Brasil | —      | —    | 1              | —            |
| 16.º | Rio de Janeiro   | —      | —    | —              | 2            |
| 16.º | Volta Redonda    | —      | —    | —              | 2            |
| 18.º | Lusitânia        | —      | —    | —              | 1            |
| 18.º | Team Chicago     | —      | —    | —              | 1            |

### Títulos por cidade
| Pos | Cidade          | Título | Vice | Terceiro lugar | Quarto lugar |
| --- | --------------- | ------ | ---- | -------------- | ------------ |
| 1.º | Rio de Janeiro  | 10     | 9    | 3              | 6            |
| 2.º | Duque de Caxias | 1      | 1    | 4              | —            |
| 3.º | Vassouras       | —      | 1    | —              | —            |
| 4.º | São Gonçalo     | —      | —    | 2              | 1            |
| 5.º | Cabo Frio       | —      | —    | 1              | 1            |
| 6.º | Niterói         | —      | —    | 1              | —            |
| 7.º | Volta Redonda   | —      | —    | —              | 2            |